# Hotinmadu, Jevargi
Hotinmadu là một làng thuộc tehsil Jevargi, huyện Gulbarga, bang Karnataka, Ấn Độ.